# Система управления кандидатами
Система управления кандидатами (ATS, сокращение от англ. Applicant tracking system) — прикладное программное обеспечение (ПО), которое позволяет автоматизировать процесс подбора, отслеживать его эффективность и выполнять обработку информации в соответствии с потребностями найма. В зависимости от потребностей бизнеса система может быть доступна в облачной версии, установлена на серверы клиентов (on-premise) или выделенные сервера поставщика ПО. Существуют также бесплатные версии ATS и версии ПО с открытым исходным кодом (open-source).
ATS похожи по структуре организации связей на системы управления взаимоотношениями с клиентами (customer relationship management, CRM), однако спроектированы специально для подбора персонала и автоматизации процесса найма. ATS позволяют организовать ведение кандидата по всем этапам воронки подбора от добавления резюме в базу до оффера кандидату.

## Принципы работы
Системы управления кандидатами широко применяются для специфических потребностей подбора. Предоставляются, как минимум, следующие возможности:
- Сохранение кандидатов с джоб-сайтов и специализированных ресурсов
- Обработка резюме и их хранение
- Соотнесение резюме кандидатов с вакансиями
- Размещение вакансий на джоб-сайтах
- Автоматический сбор откликов на вакансии

В корпорациях ATS может быть реализована как модуль более крупной системы автоматизации управления персоналом (human resource information system, HRIS). Малый и средний бизнес чаще использует облачные ATS в формате SaaS.
Основная функция ATS — это формирование в компании единой базы данных кандидатов и соискателей. ATS повышают эффективность обработки резюме и истории взаимодействия с кандидатами.
Данные кандидатов собираются в ATS как с собственных карьерных сайтов компаний, так и из резюме, размещенных на джоб-сайтах и профессиональных порталах, а также из соцсетей. У современных ATS есть возможность интеграции с основными джоб-сайтами (например, Авито.Работа, hh.ru, SuperJob, rabota.ru) для сохранения кандидатов, размещения вакансий и сбора откликов.
Новейшие системы управления кандидатами (зачастую используется термин next-generation) представляют собой облачную платформу (PaaS), где основная часть ПО имеет API для бесшовной интеграции с другими системами или поставщиками услуг. Возможности таких систем позволяют размещать объявления о вакансиях там, где его увидит подходящий кандидат, причем не только на ресурсах по поиску работы. Эта возможность называется омниканальным поиском талантов.

## Преимущества
Функциональные возможности системы не ограничиваются поиском и сбором данных; ATS обеспечивают возможность автоматизации процесса подбора персонала с учетом потока работ.
Важным преимуществом ATS является возможность координировать и анализировать усилия по управлению концептуальной структурой, известной как человеческий капитал.
Некоторые ATS могут включать в себя модуль создания карьерного портала компании или интеграции с уже существующим, что позволяет работать в первую очередь с имеющимися человеческими ресурсами. Кандидаты определяются на основании существующих данных или при анализе данных, полученных другими путями. Вся информация сохраняется для последующих поисков.
Существуют также специальные ATS-решения для кадровых агентств, содержащие дополнительные модули с функциями CRM-систем.
Поскольку данные, хранящиеся в программном обеспечении для подбора персонала, преимущественно относятся к персональным, их обработка жестко регулируется законодательством о защите данных. В Российской Федерации все персональные данные должны храниться на серверах, расположенных на территории РФ. В связи с повышением важности защиты персональных данных и безопасности данных (например, GDPR, 152-ФЗ), системы управления кандидатами помогают компаниям хранить информацию в соответствии с потребностями в подборе персонала и кадровом резерве.

## Рынок программных продуктов
Рынок систем управления кандидатами высококонкурентен, что объясняется необходимостью высокой локализации под специфику страновых рынков труда, языковые особенности и ландшафт работных сайтов, порталов и досок объявлений.
Среди популярных на мировом рынке ATS следует упомянуть Greenhouse, Ceipal ATS, Zoho Recruit, Lever.
На российском рынке наибольшую популярность набрали системы E-Staff, Хантфлоу, Talantix, Experium, Поток Рекрутмент, FriendWork, Skillaz.Подбор, Контур.Воронка найма, СберПодбор и Юнион.